# 飛行第75戰隊 (日本陸軍)
飛行第75戰隊(ひこうだいななじゅうごせんたい、飛行第七十五戰隊、飛行第七五戰隊)為第二次世界大戰期間大日本帝國陸軍之一航空部隊。通稱號為「隼二三七九部隊」、軍隊符號為「75F」。

## 概要
飛行分科編制為輕轟炸機戰隊。為進行北澳大利亞越洋轟炸任務之飛行戰隊。昭和18年初開始、改為使用九九双軽二型機種。
- 飛行分科:輕轟炸。
- 使用機種:九九式雙發輕轟炸機。